# Uhlířské Janovice (nádraží)
Uhlířské Janovice je železniční stanice v západní části města Uhlířské Janovice v Středočeském kraji v okrese Kutná Hora nedaleko říčky Výrovky. Leží na neelektrizované jednokolejné trati Kolín – Ledečko.

## Historie
Stanice byla otevřena 15. prosince 1900 spolu s tratí budovanou společností Místní dráha Kolín-Čerčany-Kácov z Kolína, kudy od roku 1845 vedla železnice společnosti Severní státní dráha z Olomouce do Prahy, do Ratají nad Sázavou. Budova vznikla dle typizovaného stavebního vzoru.
Z Ratají byla dráha 6. srpna 1901 prodloužena do Čerčan, kudy od roku 1871 procházela trať společnosti Dráhy císaře Františka Josefa (KFJB) spojující Vídeň, České Budějovice a Nádraží Františka Josefa I. v Praze. V letech 1901-1903 z Ratají pak vyvedla společnost Místní dráha Světlá-Ledeč-Kácov (SLK) železnici do Kácova, později prodlouženou do Světlé nad Sázavou.
Provoz na trati zajišťovaly od zahájení Císařsko-královské státní dráhy (kkStB), po roce 1918 Československé státní dráhy (ČSD), místní dráha byla zestátněna roku 1925.

## Popis
Nacházejí se zde dvě úrovňová jednostranná nástupiště, k příchodu k vlakům slouží přechody přes koleje.